# Thomas Pleasant Dockery
Le brigadier-général Thomas Pleasant Dockery (18 décembre 1833 – 26 février 1898) est un officier général de l'armée des États confédérés. Il a servi dans les théâtres occidentaux et trans-Mississippi de la guerre de sécession.

## Biographie
Thomas Pleasant Dockery est né dans le comté de Montgomery, en Caroline du Nord. Il est le fils du colonel John Dockery et de son épouse Ann. John Dockery avait participé aux déportations des indiens en Caroline du Nord. Son père a d'abord résidé dans le comté de Hardeman, Tennessee, puis dans le comté de Columbia, Arkansas, où il a établi une grande plantation. Le colonel John Dockery a également joué un rôle dans l'établissement du premier chemin de fer dans l'Arkansas le Mississippi, Ouachita, and Red River Railroad.

## Guerre de sécession

### Début de la guerre

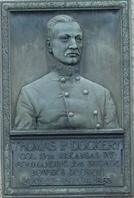
Plaque commémorative dans le National Military Park de Vicksburg (2015)

Au début de la guerre de sécession, le 17 Juin 1861, Dockery reçoit une commission de capitaine d'une compagnie de milices volontaires au 68e régiment, Milice d'État de l'Arkansas, comté de Columbia. Cette compagnie devient la Compagnie B du 5ème Régiment, des Troupes d'État de l'Arkansas, et Dockery est élu colonel du nouveau régiment. Le régiment de Dockery est affecté à la division de Nicholas Bartlett Pearce, des troupes d'État de l'Arkansas, et participe à la bataille de Wilson's Creek, le 10 août 1861. Après la bataille, la division Pearce vote sa dissolution plutôt qu'un transfert au service de l'armée confédérée.

### 19th Arkansas
Dockery a ensuite aidé à former le 19e régiment d'infanterie de l'Arkansas et en est élu colonel. Après la bataille de Pea Ridge, la plupart des unités confédérées sont passées de l'Arkansas à l'est du fleuve Mississippi. Dockery et son unité participent à la deuxième bataille de Corinthe. Le colonel Dockery dirige le 19ème régiment d'infanterie de l'Arkansas pendant la campagne de Vicksburg en faisant partie de la 2ème brigade (général Martin E. Green) de la division de John S. Bowen. La brigade participe aux violents combats de la bataille de Port Gibson le 1er mai 1863, perdant 222 hommes, et de la bataille de Champion's Hill le 16 mai, avec des pertes s'élevant à 268 soldats. Lors de la bataille de Big Black River Bridge le 17 mai, la brigade est écrasée, perdant un mort et neuf blessés mais surtout laissant 1012 prisonniers. Lorsque Green a été tué Pendant le siège de Vicksburg, le général Green est tué et Dockery lui succède au commandement de la brigade.

### Prisonnier
Dockery est fait prisonnier lors de la capitulation de Vicksburg le 4 Juillet 1864. Il est libéré sur parole et n'a donc pas le droit de se battre contre l'Union jusqu'à ce qu'un échange se fasse, ce qui se produisit le 16 octobre 1863. Dockery reçoit ensuite l'ordre par le secrétaire à la guerre confédéré J.A. Seddon de réunir les prisonniers confédérés de l'Arkansas qui avaient été libérés après la reddition de Vicksburg et Port Hudson à Washington (Arkansas), dans le département du Trans-Mississippi. Il devait les réformer et recruter parmi ces hommes les unités pour former une brigade complète,.

### Dockery's Brigade
Le 10 août 1864, Dockery reçoit sa commission de brigadier général et lève sa brigade de l'Arkansas à partir des ex-prisonniers libérés sur parole. Il la dirige dans la Campagne de Red River et participe à la bataille du Mont Elbe(30 mars 1864). Avec sa brigade, il combat aussi à la Bataille de Prairie D'Ane(appelée aussi bataille de Moscou) où les troupes formant l'arrière-garde de l'Union sont numériquement supérieures. Il combat ensuite à la Bataille de Poison Spring et le 25 avril 1864 à la  Bataille de Marks' Mill, où il participe à la capture d'un train fédéral. Le 30 avril, quelques éléments de sa brigade participent à la bataille de Jenkins' Ferry ,. Au cours de cette campagne, Dockery commande une brigade dans la division cavalerie de Fagan. La brigade se composait des 18e régiments d'infanterie de l'Arkansas, 19e de l'Arkansas et 20e de l'Arkansas, et du 12e bataillon d'infanterie de l'Arkansas (monté).
À la fin de 1864, Dockery est assigné au commandement des forces de réserve de l'État de l'Arkansas. En mai 1865 Dockery participe aux négociations pour la reddition puis signe l'acte de reddition de toutes les forces confédérées restantes en Arkansas.

## Retour à la vie civile
Ayant perdu sa propriété durant la guerre, Thomas Pleasant Dockery retourne à l’ingénierie civile dans la construction ferroviaire. Il lance une souscription qui atteindra 2 millions de $ et lui permettra de renouer avec la fortune. Cette souscription avait pour but la construction d'une ligne de chemin de fer de Saint-Louis jusqu'au golfe du Mexique en passant par Little Rock (Comté de Pulaski) et Shreveport (Louisiane).
Politiquement, il cherche sans succès à obtenir l'investiture démocrate pour un poste de secrétaire d'État de l'Arkansas en 1874 et la même année, il participe à la guerre Brooks-Baxter (conflit armé entre supporters de Joseph Brooks et ceux de Elisha Baxter). Il est par la suite obligé d'abandonner son projet de chemin de fer pour des motifs économiques et déménage à New-York.
Ruiné, Thomas Pleasant Dockery meurt dans la pauvreté le 26 février 1898 à New York. Une de ses filles lui organise un enterrement dans le cimetière de Natchez où elle résidait,.